# 流氓无产阶级

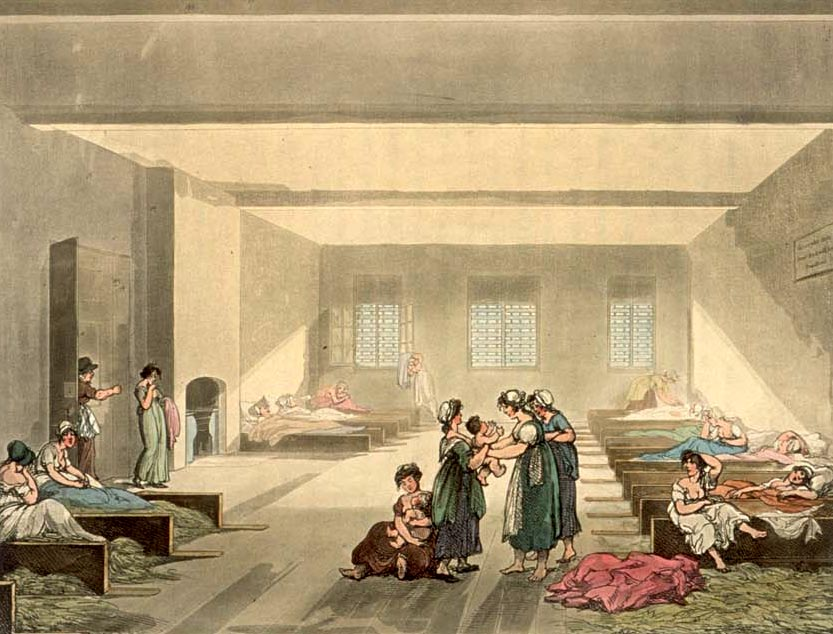
走廊，c. 1808年一个位于英国伦敦布赖德韦尔宫的贫民窟孤儿院。当时的英国无业贫民受法律禁止，政府有权逮捕监禁并遣返回其户籍教区。

流氓无产阶级（德語：Lumpenproletariat，發音：[ˈlʊmpn̩pʁoletaʁi̯ˌaːt] ⓘ，构词自德语“Lumpen”（破布）与“Proletariat”（“无产阶级”）或“Lump”（流氓）加“-en-”（连词符）与“Proletariat”），是马克思主义理论对没有阶级意识之无产阶级的划分。卡尔·马克思和弗雷德里克·恩格斯在19世纪40年代1848年革命的背景下，首先使用该词指出一个没有思想、阶级诉求和阶级意识的无产阶级下层人民，与具有革命意识、诉求和共同阶级利益的无产阶级（拉丁語：proletarius，即于资产阶级对立的工薪阶层，或称劳动阶级）相对立。德国社会民主党在千禧年前后常常使用该词。应当注意地是,流氓一词在中文原意仅有流浪者的意思，贬义是由流氓现实的所指的普遍堕落的现象，反作用（既反映）于能指产生的。
流氓无产阶级主要包括那些在合法的基础上没有找到生产工作的人（流氓），如妓女、帮派成员、骗子、小偷、长期失业或失业的人、被行业淘汰的人、乞丐、无家可归者以及各种被社会贬低、劳动能力退化或自我堕落的人。在资本主义间歇性萧条时期，也有无数年轻人因找不到生产者的工作而进入流氓无产阶级行列，而他们中持反动思想（与无产阶级革命相对的，如法西斯主义、皇权复辟、倾诉暴力的无政府主义等）定义上也属于流氓无产阶级。因此他们被赶入了流浪者的困境。马克思认为，流氓无产阶级的反动特性使之无法产生阶级意识，因此对无产阶级革命无法做出贡献，甚至阻碍了无阶级社会的建立。
列宁和托洛茨基在马克思论证的基础上也驳斥了流氓无产阶级的革命潜力，但是毛泽东认为在有效领导下，流氓无产阶级也可为无产阶级革命所用。弗朗茨·法农于20世纪60年代在西方普及了这一词的使用，因此现代社会学著作中也常见该词使用的例子。该词的广泛使用带来了定义上的模糊性，所以过度使用该词可能导致论证不严谨。一些极左翼政治组织如黑豹党认为动员流氓无产阶级是有效的。